# Van Johnson
Charles Van Dell Johnson, född 25 augusti 1916 i Newport, Rhode Island, död 12 december 2008 i Nyack, New York, var en amerikansk skådespelare med svenska rötter. Bland Johnsons filmer märks Vi människor (1943), Hjältar dö aldrig (1943), 30 sekunder över Tokio (1944), Myteriet på Caine (1954) och Jag minns Paris (1954). 
Van Johnson föddes i Newport, Rhode Island, som enda barnet till hemmafrun Loretta (ogift Snyder) och Charles E. Johnson, en rörmokare och senare fastighetsmäklare. Fadern var född i Sverige och kom till USA som barn. 
Johnson inledde sin karriär i revyer på Broadway och filmdebuterade 1942 i kriminaldramat Murder in the Big House.
Han var som mest populär under andra halvan av 1940-talet och 1950-talet. Med sitt rödblonda hår, blå ögon och fräknar var han en svärmorsdröm som dyrkades av tonårsflickor.

## Filmografi i urval
- 1942 – Murder in the Big House
- 1943 – Madame Curie
- 1943 – Vi människor
- 1943 – Hjältar dö aldrig
- 1944 – Dovers vita klippor
- 1944 – 30 sekunder över Tokio
- 1945 – Badflickan
- 1946 – Ziegfeld Follies
- 1946 – Du ska' bli min!
- 1946 – Efter regn kommer solsken
- 1949 – Butik med musik
- 1949 – På främmande mark
- 1950 – Ur vattnet i elden
- 1952 – When in Rome
- 1953 – Fest i Florida
- 1954 – Myteriet på Caine
- 1954 – Brigadoon
- 1954 – Jag minns Paris
- 1955 – Slutet på historien
- 1959 – Den blinda gudinnan
- 1963 – Hustrur och älskare
- 1967 – Skilsmässa på amerikanska
- 1976 – De fattiga och de rika (TV-serie)
- 1978 – Getting Married (TV-film)
- 1985 – Kairos röda ros
- 1992 – En riktig clown